# Castel Goffredo
Castel Goffredo é uma comuna italiana da região da Lombardia, província de Mântua, com cerca de 9.832 habitantes. Estende-se por uma área de 42 km², tendo uma densidade populacional de 234 hab/km². Faz fronteira com Acquafredda (BS), Asola, Carpenedolo (BS), Casalmoro, Casaloldo, Castiglione delle Stiviere, Ceresara, Medole.

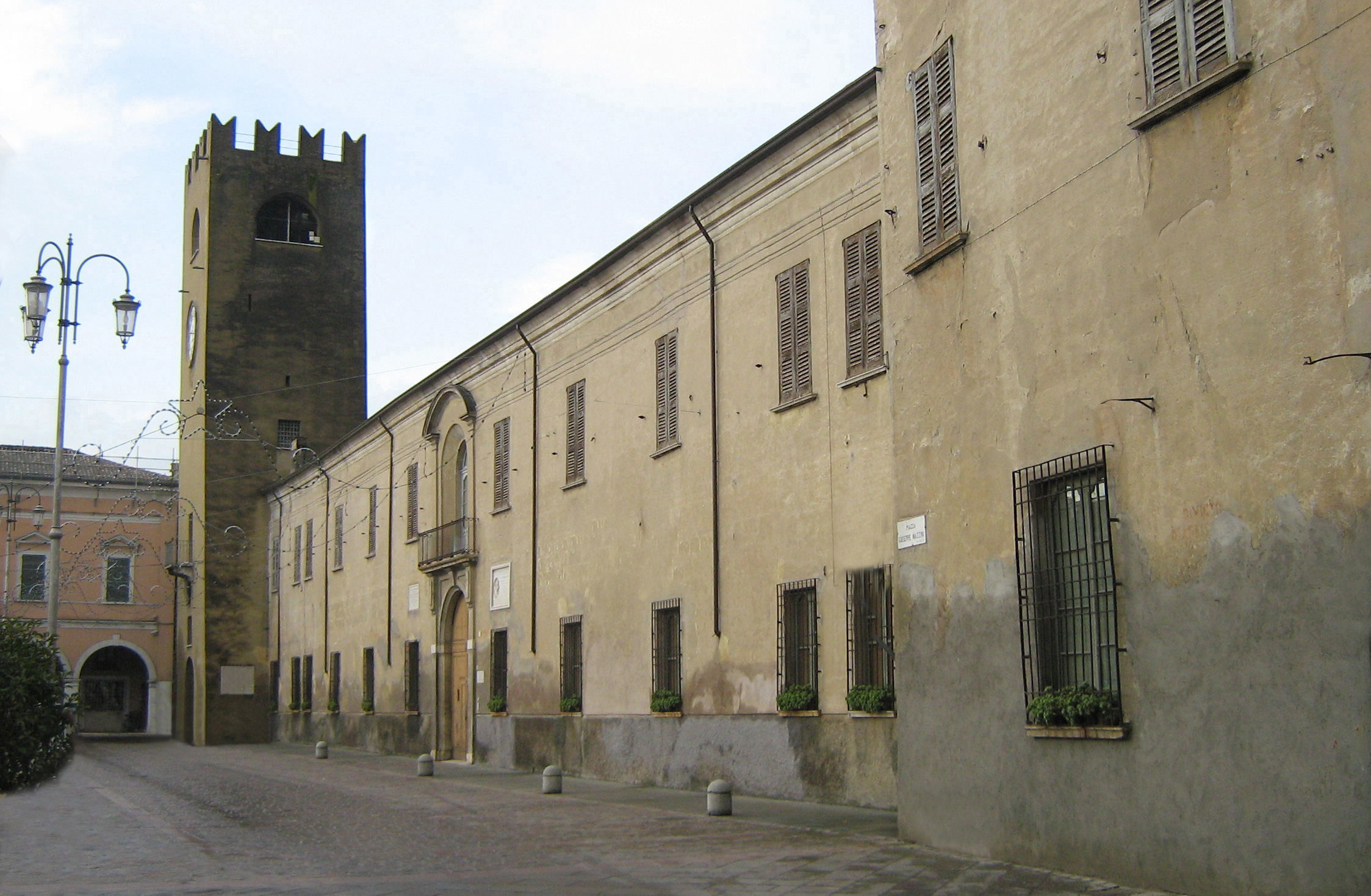
Palacio Gonzaga-Acerbi

## Demografia
| Variação demográfica do município entre 1861 e 2011                               |
|                                                                                   |
| Fonte: Istituto Nazionale di Statistica (ISTAT) - Elaboração gráfica da Wikipedia |